# 카테리네 이바르궨
카테리네 이바르궨 메나(스페인어: Catherine Ibargüen Mena, 1984년 2월 12일~)는 콜롬비아의 육상 선수로 주 종목은 세단뛰기이다. 2016년 하계 올림픽 여자 세단뛰기 종목에서 금메달, 2012년 하계 올림픽에서도 같은 종목에서 은메달을 획득했다. 또한 세계 선수권 대회 2회(2013, 2015) 우승을 차지했으며 현재 멀리뛰기와 세단뛰기 콜롬비아 여자 기록을 보유 중이다.